# Kandis (plaats)
Kandis is een bestuurslaag in het regentschap Siak van de provincie Riau, Indonesië. Kandis telt 5549 inwoners (volkstelling 2010).